# Kose församling
Kose församling (estniska: Kose kogudus) är en församling som tillhör Ida-Harju kontrakt inom den Estniska evangelisk-lutherska kyrkan. Församlingen omfattar större delen av Kose kommun samt delar av Anija kommun och Raasiku kommun i landskapet Harjumaa.

## Större orter
- Ardu (småköping)
- Habaja (småköping)
- Kose (småköping)
- Kose-Uuemõisa (småköping)
- Ravila (småköping)